# Полиестерен плат
Полиестерен плат за дигитален печат се произвежда с цел да замести популярния дотогава поливинилхлорид (винил). В световен мащаб, плановете на големите държави са винилът, създаден с рекламна насоченост, да бъде намален до минимум.
Полиестерът, също както винилът, е петролен дериват. За разлика от винила обаче, той е 100% рециклируем и не съдържа вредните за околната среда и човечеството хлориди.
Интересното при полиестерната материя е, че тя позволява отпечатването на изображение върху нея, единствено с дисперсни мастила, които са създадени на водна основа и са рециклируеми. Винилът от своя страна позволява отпечатването на изображения посредством солвентни мастила, които съдържат вредните бутилгликол, циклохексанон, тулол, ксилол, ацетон и производни на него.